# Berta di Hereford
Berta di Hereford (Inghilterra, 1130 circa – ...) era un'importante ereditiera, secondogenita di Miles de Gloucester, I conte di Hereford e di Sibyl de Neufmarché.
Fra i suoi antenati, Wynebald de Ballon (1058 circa - 1126) circa, suo prozio e magnate normanno arrivato in Inghilterra con Guglielmo il Conquistatore, Bernard de Neufmarché, suo nonno, che fu uno dei primi Signori delle Marche, e sempre per parte di madre, Gruffydd ap Llywelyn re dei gallesi e sua moglie Edith di Mercia.
Suo padre servì come Connestabile per Stefano d'Inghilterra e poi per l'imperatrice Matilde d'Inghilterra (1102-1167), la sua lealtà alla donna gli fruttò, nel 1141 il titolo di Conte di Hereford. Miles de Gloucester morì nel dicembre di due anni dopo durante una battuta di caccia.
Nel 1150 sposò Guglielmo de Braose, III signore di Bramber un importante ereditiere con proprietà sparse per tutto il regno. Nel 1174 era morto anche l'ultimo fratello di Berta e nessuno di loro lasciava eredi, le loro proprietà andarono dunque alla sorella superstite che portò così al marito altre terre nel Galles allargando così i suoi già immensi domini.
Insieme al marito Berta ebbe cinque figli:
- Guglielmo de Braose, IV signore di Bramber (dal 1144 al 1153 - 11 agosto 1211), si sposò con Margaret Braose. La moglie ed il figlio maggiore, per un'offesa fatta a re Giovanni d'Inghilterra vennero condannati a morire di fame.
- Roger de Braose
- Bertha de Braose (nata circa nel 1151) si imparentò con l'importante famiglia dei de Beauchamp
- Sybil de Braose (morta dopo il 5 febbraio 1227), si imparentò con i conti di Derby
- Matilde de Braose

Berta di Hereford morì in una data non registrata.